# Lærerdag
Lærerdag findes i visse lande og er en dag, hvor lærerene fejres. Det varierer, hvor vidt det er en fridag eller blot en almindelig arbejdsdag.

## Efter land
| Land                                       | Navn                       | Dato                         | Note |
| ------------------------------------------ | -------------------------- | ---------------------------- | --- |
| Afghanistan                                | Da Maleem Wraz             | 24. maj                      | Dagen er en fridag for skoleelever, men på skolerne samles elever og lærere og fejrer dagen med traditionel mad, småkager, gaver til lærerene og visse steder musik.                                                      |
| Albanien                                   | Festa e mёsuesit           | 7. marts                     | D. 7. marts 1867 blev den første albansktalende skole åbnet. |
| Argentina                                  | Dia del Maestro            | 11. september                | Dagen er til minde om Domingo Faustino Sarmiento. |
| Australia                                  | World Teachers’ Day        | Den sidste fredag i oktober. | |
| Aserbajdsjan                               | Beynəlxalq Müəllimlər Günü | 5. oktober                   | Mellem 1965 og 1994 var dagen den første søndag i oktober. Siden 1994 har den været d. 5. oktober for at ligge tæt på World Teachers' Day (est. 1994 af UNESCO).                                                          |
| Bhutan                                     | Teachers' Day              | 2. maj                       | Bestemt og fejret d. 2. maj der er fødselsdagen for den tredje konge af Bhutan, som indførte moderne undervisning. |
| Bolivia                                    | Día del Maestro            | 6. juni                      | |
| Brasilien                                  | Dia do Professor           | 15. oktober                  | Dekretet påvirker underskolerne i Brasilien. Forud for oprettelsen vandt dagen mere og mere popularitet, hvilket endte med oprettelsen d. 15. oktober 1963.                                                               |
| Canada                                     | Teacher's day              | 5. oktober                   | |
| Chile                                      | Día del Profesor           | 16. oktober                  | Tidligere var lærerdag d. 10. december, da den chilienske poet Gabriela Mistral på den dag i 1945 fik Nobelprisen, men i 1977 blev datoen ændret til den nuværende pga. konstruktionen af Colegio de Profesores de Chile. |
| Folkerepublikken Kina også kendt som Kina. | 教师节                     | 10. september                | Sædvanligvis er der nogle aktiviteter for de studerende for at vise deres påskønnelse af lærerne. Lærerne kan for eksempel få gaver inklusiv kort og blomster.                                                            |
| Columbia                                   | Día del Profesor           | 15. maj                      | |
| Kroatien                                   | Dan učitelja               | 5. oktober                   | Der er skolefri. |
| Cuba                                       | Día del Educador           | 22. december                 | Skoleelever har fri, men skolerne holder fester. |
| Tjekkiet                                   | Den učitelů                | 28. marts                    | Johann Amos Comeniuss fødselsdag. Tjekkiske studerende nominerer de lærere som er mest motiverende og inspirerende til konkurrencen Zlatý Ámos (Den Gyldne Amos). Kroningen som Den Gyldne Amos findere til d. 28. marts. |
| Ecuador                                    |                            | 13. april                    | |
| El Salvador                                |                            | 22. juni                     | Dagen er en officiel fridag. |
| Hong Kong                                  |                            | 10. september                | Før overdragelsen af Hong Kong til Kina faldt dagen på d. 28. september ligesom den havde gjort i Taiwan siden 1950'erne, men efter blev den i 1997 ændret til d. 10. september, som den også er i Kina.                  |
| Ungarn                                     | Pedagógus nap              | Den første søndag i juni     | |
| Indien                                     | शिक्षक दिवस Shikshak Divas    | 5. september                 | |

## Andre
I Oman, Syrien, Egypten, Libyen, Qatar, Bahrain, De Forenede Arabiske Emirater, Yemen, Tunesien, Jordan, Saudi-Arabien, Algeriet og Marokko er lærerdag d. 28. februar.